# دن نیکلز
دانلد لی "دن" نیکلز (به انگلیسی: Donald Lee "Don" Nickles) سناتور سابق عضو حزب جمهوری‌خواه ایالات متحده آمریکا بود. وی در سال ۱۹۸۱ تا ۲۰۰۵ میلادی سناتور ایالت اکلاهما در سنای ایالات متحده آمریکا بود.